# Пескари (Арад)
Пескари (рум. Pescari) насеље је у Румунији у округу Арад у општини Гурахонц. Oпштина се налази на надморској висини од 158 m.

## Становништво
Према подацима из 2002. године у насељу је живело 300 становника.

### Попис2002.
| Расподела становништва по националности 2002.‍ | Расподела становништва по националности 2002.‍ | Расподела становништва по националности 2002.‍ | Расподела становништва по националности 2002.‍ | Расподела становништва по националности 2002.‍ |
| --------------------------------------------- | --------------------------------------------- | --------------------------------------------- | --------------------------------------------- | --------------------------------------------- |
|                                               |                                               |                                               |                                               |                                               |
| Румуни                                        | Румуни                                        |                                               | 270                                           | 91,2%                                         |
| Роми                                          | Роми                                          |                                               | 6                                             | 2,0%                                          |
| Украјинци                                     | Украјинци                                     |                                               | 20                                            | 6,8%                                          |